# Džeseretnebti
Džeseretnebti je bila kraljica staroga Egipta kao supruga faraona Sekemketa. Živela je tokom treće dinastije Egipta. Verovatno su ona i Sekemket bili roditelji faraona Habe. 